# フードバトルクラブ
フードバトルクラブ（Food Battle Club、略称FBC）は、2001年から2002年までTBS系列で放送された早食い・大食い番組（バラエティ番組）。

## 概要
2001年春、「大食いブーム」全盛期にあった当時、「最強のフードファイター」を決めるというコンセプトの下、人気を博した。メインテーマ曲は『アヴァロン (映画)』のサウンドトラックから起用されている。

## 競技内容
基本的なルールは、いわゆる生き残り（勝ち抜き）形式。放送席からの実況・解説・ゲストのコメント・ナレーションで競技は進行する。タイトルバックと決勝には、大会の象徴である中世の甲冑を身に纏った勇者が登場する。

### the 1st
2001年3月11・12日にパシフィコ横浜で開催。優勝賞金は1000万円。
- 1st Stage:3 Persons Break Out（全員→規定条件を満たした人数）
1対1での寿司大食い対決。2分間で完食した皿数の多い方が勝利。3人連続で勝利すれば2nd Stage進出。
口に入った分までを完食とし、同数の場合は再試合が行われる。
- 2nd Stage:Weight Crash（1st Stage通過者+招待選手3人→6人）
ビュッフェ形式であらゆる料理が用意されている。それを制限時間45分で取り分けて食べ、体重増加量（0.01kg単位で計測）の上位6名がSemi Final進出。
このラウンドでは他の食材や調味料を持ち込む事が認められている。
試合は4ブロックに分けて行われ、各国で行われた世界チャンピオン3名がここで合流する。
- 3rd Stage:Shoot Out（6人→3人）
1対1の大食い勝負。1つのテーブルを挟んで向かい合うように座り、競技を行う。
競技時間は1ラウンド15分。最大3ラウンド制で、先に2勝したファイターがFinal進出。
各ラウンドの料理は、両ファイターが2本の短剣から1本をそれぞれ選び、鞘から抜いた際に剣先が赤い方を引いたファイターが選択する。
料理は7種類用意されており、既に指名された料理を再度選ぶことが可能。
- Final
ラーメンを60分間で最も多く食べたファイターが優勝。なお、スープも全て飲まなければならない。

### the 2nd
2001年9月16日に東京ビッグサイトで開催。優勝：500万円、準優勝：300万円、3位：200万円。
- Pre Stage:Speed Shoot Out（100人[注釈 1]→20人）
寿司30皿（60貫）の早食い。10人を一組としてレースを行う。完食タイム上位20名が1st Stage進出。なお、10分以内に完食できなかった場合は失格。
- 1st Stage:Hang Over（20人→12人）
まず、ファイター全員に料理・制限時間・一単位数あたりの重量が発表される。その後、オークション形式で制限時間内に完食可能な数量を競り上げていく。
落札者は、その数量を制限時間内に完食しなければならない。完食に成功すれば2nd Stageに進出できるが、失敗すれば即失格。
失格者が規定人数に達した時点で未挑戦者は不戦勝。逆に、成功者が規定人数に達した時点で未挑戦者は不戦敗となる。
- 2nd Stage:Weight Crash（12人+招待選手3人→6人）
the 1stと同様。
ファイターは一人500gまで食材の持参が認められている。運んだ料理は1皿ずつ計量され、テーブルに取り付けられたメーターに総重量として加算される。
運んだ料理は全て完食する必要があり、食べ残した場合は1皿につき1kgが記録から減算される。
試合は3ブロックに分けて行われ、海外招待選手3名がここで各ブロック1人ずつ出場する。
- 3rd Stage:Shoot Out（6人→3人）
the 1stと同様だが、競技時間（5分か15分）は料理によって異なっている。料理は5種類用意されているが、既に指名された料理を再度選ぶことは出来ない。
- Final
吉野家の牛丼を60分間で最も多く食べたファイターが優勝。

### The King Of Masters
当番組成績優秀者12名、全国の大食い大会タイトルホルダー10名、海外招待選手2名の合計24名（Greatest Twenty Four）により争われた。優勝賞金1000万円。
- 1st Stage:Scramble Break Out（24人→12人）
1対1の三種早食い対決。対戦カードは抽選で決定（白田と小林はそれぞれ抽選番号1番と24番に最初から決まっている）。
三種類の料理を順番に食べ、先に完食した者が2nd Stage進出。
料理は、1品目が寿司40貫、2品目はテーブルの左側、3品目は右側のファイターがダーツで当てたものとなる（同じ料理になる場合もある）。
- 2nd Stage:Hang Over（12人→8人）
the 2ndと同様だが、料理は変更されており、30分競技がなくなった。
- 敗者復活戦 Much&fast（10人〈早食い6人、大食い4人〉→2人）
敗者全員は、早食い部門（天むす20個）・大食い部門（ラーメン3杯分）・棄権のいずれかを選択。早食い部門、大食い部門でそれぞれ最も早く完食したファイターが3rd Stageに復活。
- 3rd Stage:Burst Attack（8人+敗者復活2人→6人）
ラーメン2杯（1kg）、餃子35個（525g）、ウーロン茶1.5ℓ、寿司40貫（1kg）の早食い合計タイムを競う。1人ずつ挑戦し、上位6名がSemi Final進出。
ラーメンはスープも全て飲まなければならない。
ラーメン完食以降はインターバルが設けられており、3分以内であればいつでも次のエリアをスタートすることができる。
料理を床に落としたりこぼしたりするとそのエリアはやり直しとなる（この場合は再び3分のインターバルを得られる）。
- Semi Final Stage:Shoot Out（6人→3人）
これまでとほぼ同様。料理は6種類用意されており、競技時間（3分か10分）は料理選択権を得られなかったファイターがルーレットを回して決定する。
- Last Stage:Final
前回までとは違い、10kg（500g×20杯）のカレーを最も早く完食したファイターが優勝。

### The Speed
早食いに特化した大会。優勝賞金は500万円。
- Pre Stage:Bottle Attack（100人→20人）
コーヒー牛乳10本（計1.8ℓ）の早飲み。10人一組の全10ヒートで行われ、完飲タイム上位20名が1st Stage進出。
こぼしたり、瓶底から10mm以上の飲み残しがあればファールとなり、第11ヒートで再レースを行う。
第11ヒートでもこぼしたり、瓶底から10mm以上の飲み残しがあれば即失格。
- 1st Stage:Triangle Recoads（20人→6人）
スポーツドリンク1.5ℓ、寿司20皿（40貫）、カレーライス2杯の三部門がある。各部門で早食いタイムの上位2名がSemi Final進出。
Pre Stageの順位が下位のファイターから順に挑戦する（パスも可能）。1つの食材に挑戦できるのは1人につきパスを含めて3回まで。
食材をこぼす、スポーツドリンクでペットボトルの底から10mm以上の飲み残し、カレーライスで20g以上の食べ残しがあった場合、その記録は無効となる。
- Semi Final Stage:Speed Shoot Out（6人→3人）
1対1の早食い対決。食材は6種類あり、ラウンドごとにダーツで決定する。
先に食べ終えたファイターがボタンを押すとタイマー（左右で半分ずつ0～30秒まで計測可能）が作動。
相手が食べ終わりボタンを押すまで相手側に針が動く。4ラウンド終了時点で相手側に針が向いているか、途中で30秒差をつければFinal Stage進出。放送では全試合30秒差で決着がついた。
- Final Stage:The Speed Master
3人同時の早食い対決。先に5勝したファイターが優勝。
食材は10種類（食べ物は500g程度、飲み物は1ℓ程度）だが、ファイター達にその内容は知らされていない。

## 過去の優勝者
| 放送日                       | 大会名称                                   | 優勝者   | 決勝進出者         |
| ---------------------------- | ------------------------------------------ | -------- | ------------------ |
| 2001年4月4日                 | 「フードバトルクラブ the 1st」             | 小林尊   | 高橋信也、立石将弘 |
| 2001年9月28日・10月5日       | 「フードバトルクラブ the 2nd」             | 白田信幸 | 小林尊、岸義行     |
| 2001年12月26日・2002年1月3日 | 「フードバトルクラブ The King of Masters」 | 白田信幸 | 小林尊、山本晃也   |
| 2002年4月2日                 | 「フードバトルクラブ3 The Speed」          | 白田信幸 | 小林尊、高橋信也   |

2002年秋に「フードバトルクラブ The Max」が開催される予定だったが、後述の死亡事故もあり開催されなかった。

## 主な出演者
司会
- 実況：梶原しげる
- 解説：小林久美子（the 1st）、いとうせいこう（the 2nd～King Of Masters）、松尾貴史（The Speed）
- リポーター：安住紳一郎、太田真一郎
- リングアナ：古田信幸
- レフリー：服巻浩司（the 2nd）、藤原勝也、馬場圭介（King Of Masters）
- オークショニア：菅谷勇（the 2nd,King Of Masters）
- カウントダウン：木村郁美（the 1st～）

ナレーション
- 小林清志（the 1st）
- 野田圭一（the 2nd～The Speed）
- 増谷康紀（the 2nd～The Speed。ルール説明や食材説明を担当）

ゲスト
The 1st
勝俣州和、伊集院光、松村邦洋、島崎和歌子、寺門ジモン、山下真司、はしのえみ
The 2nd
勝俣州和、伊集院光、乾貴美子、島崎和歌子、寺門ジモン、デーブ大久保、千秋、柴田理恵、リサ・ステッグマイヤー
The King of Masters
寺門ジモン、畑山隆則、オセロ、伊集院光、乾貴美子、大神いずみ、おさる、デーブ大久保、坂下千里子
The Speed
伊集院光、乾貴美子、乙葉、寺門ジモン、デーブ大久保、槙原寛己、磯野貴理子

## 主なフードファイター
- 小林尊 「底知れぬ貴公子」（The 1st）、「地上最強の胃袋」（The 2nd～The Speed）

初代フードバトルクラブ覇者。4大会連続ファイナリスト
《The 1st》 寿司39皿（2分×3試合） 体重増加8.90kg（45分）、カツ丼5杯（15分）、ステーキ7枚（15分）、ラーメン14杯（60分）
《The 2nd》 寿司60貫1分28秒81 カレー13皿（6.370kg）6分6秒 体重増加11.80kg（45分）、シュークリーム59個（4.130kg）5分、ステーキ17枚（4.250kg）15分、牛丼20杯（7.400kg）60分
《キングオブマスターズ》 コーヒー牛乳25本（4.50kg）2分15秒、総重量4kg（ラーメン/餃子/ドリンク/寿司）2分37秒08
《The Speed》 寿司40貫 36秒60
- 白田信幸「大喰い大魔神」

フードバトルクラブ3連覇（the 2nd～The Speed）
《The 2nd》 寿司60貫1分59秒13、ショートケーキ68個（4.760kg）16分52秒 体重増加11.08kg（45分）、シュークリーム64個（4.480kg）5分、牛丼22杯（8.140kg）60分
《キングオブマスターズ》 パンケーキ34枚（1.870g）11分32秒、総重量4kg（ラーメン/餃子/ドリンク/寿司）3分16秒59、カレー20皿（10kg）18分55秒
《The Speed》 寿司40貫36秒14
- 高橋信也 「平成のビッグウェーブ」

ファイナル進出2回（The 1st,The Speed）、セミファイナル進出3回（The 1st,キングオブマスターズ,The Speed）
《The 1st》 寿司43皿（2分×3試合） 体重増加5.98kg（45分）、ステーキ8枚（15分） ラーメン9杯（60分）
《The 2nd》 寿司60貫1分46秒33、餃子293個（4.395kg）29分47秒、体重増加7.10kg（45分）
《キングオブマスターズ》 ウインナー80本（2.000kg）9分46秒、総重量4kg（ラーメン/餃子/ドリンク/寿司）3分32秒59
- 山本晃也 「伝説を作る男」

ファイナル進出1回（キングオブマスターズ）、セミファイナル進出3回（The 2nd～The Speed）
《The 2nd》 寿司60貫1分38秒93、お茶漬け8杯（5.2kg）3分3秒、体重増加7.40kg（45分）
- 立石将弘 「フードバトルサイボーグ」

ファイナル進出1回（The 1st）
《The 1st》 体重増加6.10kg（45分）、カレー5杯（15分）、ざるそば6杯（15分）、ラーメン9杯（60分）
《The 2nd》 寿司60貫2分14秒28 体重増加5.90kg（45分）
《キングオブマスターズ》 冷やし中華8皿（4.0kg）9分38秒
- 岸義行 「霊長類最強の胃袋」

ファイナル進出1回（The 2nd）
《The 2nd》 寿司60貫2分46秒70 体重増加10.42kg（45分）、牛丼16杯（5.920kg）60分
- 加藤昌浩 「大喰いアイアンマン」

セミファイナル進出3回（The 1st,The 2nd,The Speed）
《The 2nd》 寿司60貫3分08秒54 体重増加8.04kg（45分）、シュークリーム23個（1.610kg） 5分
- 新井和響 「弾丸ファイター」

セミファイナル進出2回（The 1st,キングオブマスターズ）
《The 1st》 寿司52皿（2分×3試合） 体重増加6.66kg（45分）、カツ丼4杯（15分）、ステーキ5枚（15分）
《The 2nd》 寿司60貫1分44秒13 体重増加6.52kg（45分）
《キングオブマスターズ》 総重量4kg（ラーメン/餃子/ドリンク/寿司）3分32秒81
- 赤阪尊子 「飢えるジャンヌ・ダルク」

セミファイナル進出（The 1st）
《The 1st》 寿司56皿（2分×4試合） 体重増加6.98kg（45分）、ステーキ8枚（15分）
《The 2nd》 寿司60貫 2分59秒89
- 射手矢侑大 「尾張の荒武者」

セミファイナル進出（The 2nd）
《The 2nd》 寿司60貫 2分15秒11、焼き鳥68本7分16秒（2.380kg） 体重増加10.34kg（45分）、シュークリーム57個（3.990kg）5分、ステーキ14枚（3.500kg）15分
- 山形統 「大喰い戦士」

セミファイナル進出（キングオブマスターズ）
《The 2nd》 寿司60貫 2分13秒60
- 小国敬史 「食のストリートファイター」

《The 2nd》 寿司60貫 2分25秒15
《キングオブマスターズ》 いちご146個（約2.92kg）4分30秒
- 土門健 「奇跡の早飲み」

《The Speed》 スポーツドリンク1,5ℓ4秒88
- HIRO（安田大サーカス）
- 渡辺剛士（現・渡辺ラオウ）
- 有吉弘行

## スタッフ
主に『ウンナンのホントコ!』の制作チームで構成されている。
- 構成：高須光聖、伊藤正宏、堀田延／福田雄一、武田郁之輔
- ディレクター：松藤豪、椎葉宏治、山谷和隆、渡部亮
- 総合演出：杉本達（ブレード）、市島晃生
- プロデューサー：荒井昌也（TBS-E）、山地孝英
- 技術協力：スウィッシュ・ジャパン、プログレッソ、アンサーズ、3×7
- 美術プロデューサー：橘野永、中江大志
- 美術デザイナー：藤井豊
- 美術制作：中村嘉邦
- 制作協力：G-yama
- 制作：TBSエンタテインメント（現：TBSテレビ）
- 製作著作：TBS

## パロディ
『めちゃ×2イケてるッ!』で2002年5月11日（前半）・18日（後半）の2回に渡って、フードバトルクラブを基にしたパロディ企画「フールバトルクラブ」が放送された。

## 死亡事故
2002年4月、愛知県尾西市（現：一宮市）の尾西市立第一中学校の中学3年生が給食で友達と早食い競争をしている最中、ミニロールパンを喉に詰まらせて死亡する事故が発生していたことが明らかになった。後日、テレビ東京系列で放送された『TVチャンピオン 全国大食い選手権』および『全国早食い選手権』とともに、放送を自粛する方針が決定した。この事故が大食い番組の放送自粛の契機となり、「大食いブーム」は一気に終焉した。
それから約13年後、2015年5月5日放送の『マツコの知らない世界』にて、小林尊対マツコ軍団（マツコ・デラックスとスタッフ2人）のハンデ戦が梶原しげるの実況で復活した。